# 小石鮰
小石鮰為輻鰭魚綱鯰形目北美鯰科的其中一種，分布於北美洲美國東部淡水流域，體長可達9.5公分，棲息在植被生長、水質清澈、流動礫石底質的溪流，屬肉食性，以水生昆蟲、腹足類等為食。

## 擴展閱讀
維基物種上的相關：小石鮰